# Podgrabie (Olkusz)
Podgrabie – część miasta Olkusz w województwie małopolskim, w powiecie olkuskim, w gminie Olkusz.
Rozpościera się wzdłuż ulicy Podgrabie na północ od centrum miasta.

## Historia
Podgrabie to dawna wieś. Od 1867 należała do gminy Rabsztyn w powiecie olkuskim w guberni kieleckiej. W okresie międzywojennym należała do powiatu olkuskiego w woj. kieleckim. 28 kwietnia 1931 wyłączono ją z gminy Rabsztyn i włączono ją do Olkusza w związku ze znacznym poszerzeniem granic miasta.